# Аджарский, Закария-бек Шарифбекович
Закария-бек Шарифбекович Аджарский вариант Закария-бек Шариф-бек Аджарский вариант имени Александр (1870—?) — землевладелец, депутат 1-й Государственной Думы, член Мусульманской группы.

## Биография
Аджарский происходил из дворянского рода ардаганских землевладельцев — Хундадзе. По национальности аджарец, получил начальное образование. По вероисповеданию мусульманин.
16 мая 1906 года был избран депутатом в первую Государственную Думу от Карской области. Избрание Аджарского было обжаловано, что задержало его приезд в Санкт-Петербург.
Отличием выборов в Карсской области был необычно небольшой по количеству состав выборщиков — всего 17 человек. 9 шаров «за» были отданы Александру Аджарскому. Его основным соперником стал коллежский регистратор в отставке С. А.   Тер-Маркорянц, который набрал 8 голосов. Тер-Маркорянц подал жалобу на несправедливость и неправильность организации выборов, в результате которых выборщики, по его замечанию, в основном, мусульмане, избрали "турка", что помешало избранию «лиц более достойных и компетентных». С. А. Тер-Маркорянц находил неправильной по форме  саму процедуру выборов. К его протесту присоединили свои жалобы и другие армяне Карсской области. В результате рассмотрения жалоб Александр Аджарский всё же был признан депутатом, и с опозданием выехал в Санкт-Петербург.
Аджарский приехал незадолго до роспуска Думы, вошёл в Мусульманскую группу, но ничем особым в деятельности Думы не проявить себя не успел.
Дальнейшая биография неизвестна.